# Edgar Mulder
Edgar Mulder (Enschede, 22 november 1961) is een Nederlands politicus namens de Partij voor de Vrijheid (PVV). Hij is sinds 23 maart 2017 lid van de Tweede Kamer.

## Biografie
Voor zijn politieke werkzaamheden werkte Mulder ruim 30 jaar in het bedrijfsleven waar hij Account en Sales Management verzorgde.
Van 10 maart 2011 tot 24 mei 2017 was Mulder lid van de Provinciale Staten van Overijssel en voorzitter van de PVV-fractie.
Mulder stond voor de Tweede Kamerverkiezingen van 2012 op de 28e positie van de kandidatenlijst van de PVV en wist toen geen zetel te bemachtigen. Bij de verkiezingen in 2017 stond hij op de vijftiende plek en werd hij wel verkozen.
Op 21 en 22 november 2017 probeerde Mulder samen met Martin van Rooijen van 50PLUS de besluitvorming over de afbouw van de wet Hillen te vertragen door urenlang het woord te voeren in de Tweede Kamer. De poging mislukte.
Op 29 mei 2020 stapte Mulder uit de parlementaire ondervragingscommissie die ongewenste beïnvloeding van moskeeën uit onvrije islamitische landen onderzoekt onder leiding van Michel Rog. Mulder wilde geen verantwoording nemen voor de conclusies die de commissie stelt naar aanleiding van de ondervraging van 19 mensen.
Hij gaf leiding aan de PVV-verkiezingscampagne in aanloop naar de verkiezingen voor de Tweede Kamer in november 2023. Na deze verkiezingen was de PVV de grootste partij van Nederland.

## Persoonlijk
Mulder is getrouwd en heeft drie kinderen.